# Trupanea oppleta
Trupanea oppleta är en tvåvingeart som beskrevs av Munro 1964. Trupanea oppleta ingår i släktet Trupanea och familjen borrflugor. Inga underarter finns listade i Catalogue of Life.